# Il segreto di Nikola Tesla
Il segreto di Nikola Tesla (Tajna Nikole Tesle) è un film del 1980 diretto da Krsto Papić.
Narra la vita dell'inventore serbo Nikola Tesla, con tutte le vicissitudini legate alle sue scoperte, dalla corrente alternata alla trasmissione radio.

## Trama
Il giovane e geniale Nikola Tesla si reca negli Stati Uniti dove lavora per Edison. Entrato in conflitto con l'inventore americano, si metterà in società con George Westinghouse. Le idee e le invenzioni di Tesla attirano l'attenzione anche del potente finanziere J.P. Morgan, ma Tesla entrerà presto in conflitto con Edison, nella cosiddetta "guerra delle correnti", con Edison che propugna il principio della "corrente continua", mentre Tesla, cocciutamente, continua a studiare la "corrente alternata". La guerra tra i due porterà quasi alla bancarotta sia Westinghouse che Edison, e quest'ultimo metterà in campo tutte le sue forze per sbarazzarsi del pericoloso rivale.

## Produzione
Il film fu prodotto dalla Zagreb Film.

## Distribuzione
Il 12 settembre 1980, il film fu presentato al Toronto Film Festival.
Nel 2000, fu distribuito dalla Hollydan Works.
Il film è stato completamente restaurato e doppiato in italiano da Macrovideo nel 2012.